# Тонадико
Тонадико (итал. Tonadico) — бывшая коммуна в Италии, расположена в регионе Трентино-Альто-Адидже, в провинции Тренто, центр сообщества Примьеро.
С 2016 года эта коммуна, вместе с Фьера-ди-Примьеро, Сирор и Трансаккуа образовала новую коммуну Примьеро-Сан-Мартино-Ди-Кастроцца.
Население до объединения составляло 1223 человека (2008 г.), плотность населения составляла 16 чел./км². Коммуна занимала площадь 89 км². Почтовый индекс — 38054. Телефонный код — 0439.
Покровителем населённого пункта считался святой Себастьян.

## Демография
Динамика населения:

## Администрация коммуны
- Официальный сайт: https://web.archive.org/web/20190807133740/http://tonadico.eu/